# Enrique Méndez Calzada
Enrique Méndez Calzada (General Belgrano, provincia de Buenos Aires, Argentina, 7 de febrero de 1898 – Barcelona, España, 26 de julio de 1940) fue un poeta, escritor y crítico literario.

## Primeros años
Era hijo de inmigrantes españoles y sobrino del caudillo federal Rafael Calzada, fundador de la ciudad bonaerense de ese nombre. Cuando tenía 4 años su familia regresó a su ciudad de origen, Navia, provincia de Oviedo, Asturias. Allí se familiarizó con los libros de la biblioteca de su abuelo, que era notario e inició sus estudios primarios, ingresando luego al Instituto Cardenal Cisneros de Madrid donde hizo su bachillerato.

## Actividad profesional
La familia regresó a la Argentina en 1915 y Méndez Calzada fue a vivir con familiares suyos a la provincia de Mendoza, comenzando a trabajar como secretario del Juzgado de Paz de San Rafael gracias a que uno de sus tíos militaba en el Partido Autonomista Nacional. Posteriormente se trasladó a Buenos Aires, comenzó sus estudios de abogacía y en 1924 era secretario de la Revista de la Facultad. No concluyó sus estudios y desde 1921 comenzó a publicar cuentos y notas de crítica literaria y teatral en las revistas El Hogar y Caras y Caretas así como en el suplemento de cultura del diario La Nación. En forma paralela fue secretario de la Comisión Pro Monumento a Rubén Darío, secretario en dos ocasiones de la Cooperativa Buenos Aires y vocal de la Comisión Nacional de Bibliotecas, en tanto realizaba diversos trabajos: secretario del Conservatorio Nacional de Música y Declamación, profesor de música y arte alemán de la Escuela de Arte Dramático de Buenos Aires, empleado de Aduana y en un Banco.
Desde 1928 fue nombrado director del suplemento de cultura de La Nación en reemplazo de Alfonso de Laferrère; una de las novedades que introdujo fue la de anticipar durante la semana los títulos de las notas que iban a aparecer el domingo, día en que salía el suplemento. Publicaba allí trabajos de Roberto Arlt, Manuel Mujica Lainez, Luis Emilio Soto, Eduardo González Lanuza y de autores, españoles de la generación de 1927, entre otros.
En 1931 La Nación lo envió como corresponsal en Francia; en ese país abandonó casi totalmente la escritura de ficción y publicó ensayos sobre Alfonsina Storni, Leopoldo Lugones, Enrique Larreta y la obra dramática en un acto Surprise-Party. Colaboró en la sección Bibliographie de La Revué Argentine y en el Mercure de France, tradujo Balada de Paul Claudel y La balada del arenque del humorista y poeta Charles Cross, y también tradujo diálogos de películas.
Cuando los alemanes ocuparon París escapó a España y en el hotel de Barcelona donde se alojaba se suicidó tomando barbitúricos el 26 de julio de 1940.

## Labor literaria
Desde niño se interesó por la poesía. La mayor parte de sus libros fue publicada en la década de 1920:
- 1921 Devociones de Nuestra Señora la Poesía
- 1922 Jesús en Buenos Aires
- 1924 Nuevas devociones
- 1925 El jardín de Perogrullo
- 1926 Y volvió Jesús a Buenos Aires
- 1927 El hombre que silba y aplaude
- 1927 Las tentaciones de don Antonio
- 1929 El tonel de Diógenes
- 1929 Abdicación de Jehová y otras patrañas
- 1930 Pro y contra